# Reino Nyyssönen
Pour les articles homonymes, voir Nyyssönen.
Reino Nyyssönen, né le 12 février 1935 à Kotka et mort en janvier 2023, est un joueur de tennis finlandais.

## Carrière
Pionnier du tennis finlandais avec Sakari Salo, il atteint les huitièmes de finale du Championnat des États-Unis en 1962. Il remporte les championnats de Norvège indoor en 1957 et 1961 et est finaliste à Helsinki en 1960 (il bat Jaroslav Drobny en quart). Il détient 41 titres de champion de Finlande toutes catégories confondues, le premier acquis en simple en 1953. En simple, il s'est notamment imposé à six reprises en salle et sept fois en extérieur.
Il joue en Coupe Davis pour la Finlande à dix reprises entre 1955 et 1964. Lors de sa dernière rencontre face au Danemark, il manque de peu de faire tomber Torben Ulrich, battu en 5 sets.
Il met fin à sa carrière internationale en 1965 pour devenir entraîneur de l'équipe nationale du Danemark sur les conseils de Jorgen Ulrich et Torben Ulrich. Il enseigne ensuite au KB et au AB dans les années 1970, puis au Roskild Tennis Klub après avoir été entraîneur des juniors en Finlande dans les années 1980.

## Parcours dans les tournois duGrand Chelem

### En simple
| Année | Open d'Australie | Open d'Australie | Internationaux de France | Internationaux de France | Wimbledon       | Wimbledon       | US Open         | US Open       |
| ----- | ---------------- | ---------------- | ------------------------ | ------------------------ | --------------- | --------------- | --------------- | ------------- |
| 1957  | —                | —                | —                        | —                        | 1er tour (1/64) | Gerry Oakley    | —               | —             |
| 1960  | —                | —                | —                        | —                        | 2e tour (1/32)  | Jack Frost      | —               | —             |
| 1961  | —                | —                | —                        | —                        | 1er tour (1/64) | Bertie Gaertner | —               | —             |
| 1962  | —                | —                | —                        | —                        | 2e tour (1/32)  | Owen Davidson   | 1/8 de finale   | Andrew Lloyd  |
| 1963  | —                | —                | —                        | —                        | 1er tour (1/64) | Premjit Lall    | 3e tour (1/16)  | Pierre Darmon |
| 1964  | —                | —                | —                        | —                        | 1er tour (1/64) | Mike Sangster   | 1er tour (1/64) | Owen Davidson |

N.B. : à droite du résultat se trouve le nom de l'ultime adversaire.